# لیدنوی
لیدنِوی زبان فراساخته‌ای است که در سال ۲۰۰۲ توسط لیبور شتمون زبان‌شناس اهل چک ابداع شده‌است. شتمون ادعا می‌کند که زبان برای غیر اسلاوها نیز نسبتاً آسان است، تا به عنوان جایگزینی برای زبان‌هایی مانند اسپرانتو، که بیشتر بر ریشه‌های لاتین قرار دارد، استفاده شود. لیدنِوی بر اساس زبان‌های اسلاوی شمالی ساخته شده‌است.